# エクトール・アノトー
エクトール・アノトー（Hector Hanoteau、1823年5月25日 - 1890年4月7日）はフランスの画家である。

## 略歴
ニエーヴル県のドシーズの裕福な家に生まれた。兄に軍人のアドルフ・アノトー(Adolphe Hanoteau)がいる。1841年にパリのエコール・デ・ボザールに入学し、ジャン・ジグーのスタジオで学んだ。1849年に若手画家の登竜門であったローマ賞に応募するが落選した。
1853年に兄が駐留していたアルジェリアのメデアを訪れ、オリエンタリズムのスタイルの絵画を描き、1855年のパリ万国博覧会の展覧会に出展した。
1858年には、友人のギュスターヴ・クールベ と共作で『水浴びする2人のヌード』(Deux femmes nues)を描いた。
1860年に結婚するが、息子のマルセルを残し、翌年妻は亡くなった。
故郷に近い、セルシー＝ラ＝トゥールに移り絵画学校を開いた。教えた学生にはLouis Marandat、Louis Marion、Gustave Comoyや Paul Martinや息子もマルセルがいた。ブラジルのイポリト・ボナヴェントゥラ・カロンやガルシア・イ・バスケス(Domingo García y Vásquez)らの外国からの学生も教えた。
1870年から1892年の間、セルシー＝ラ＝トゥールの村長を務め、1872年にレジオンドヌール勲章（シュバリエ）を受勲した。

## 作品

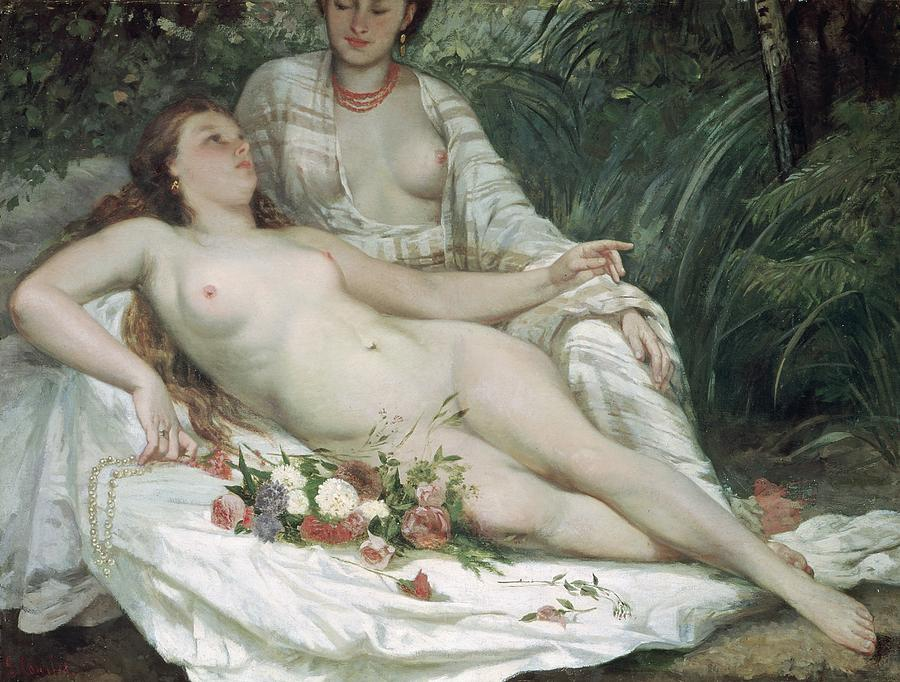
『水浴びする2人のヌード』(c.1858) クールベ と共作
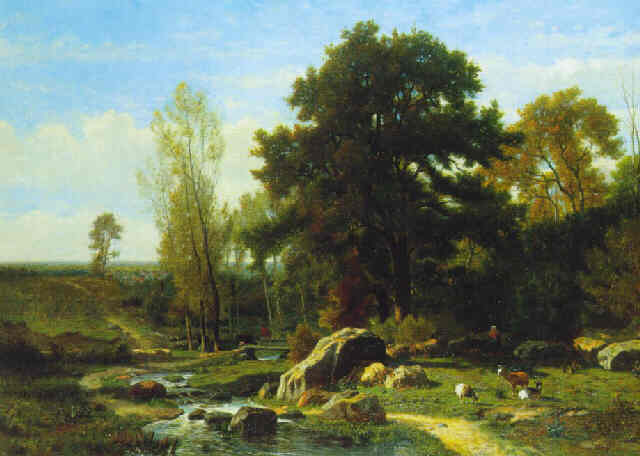
羊飼いと小川の近くの羊の群れ
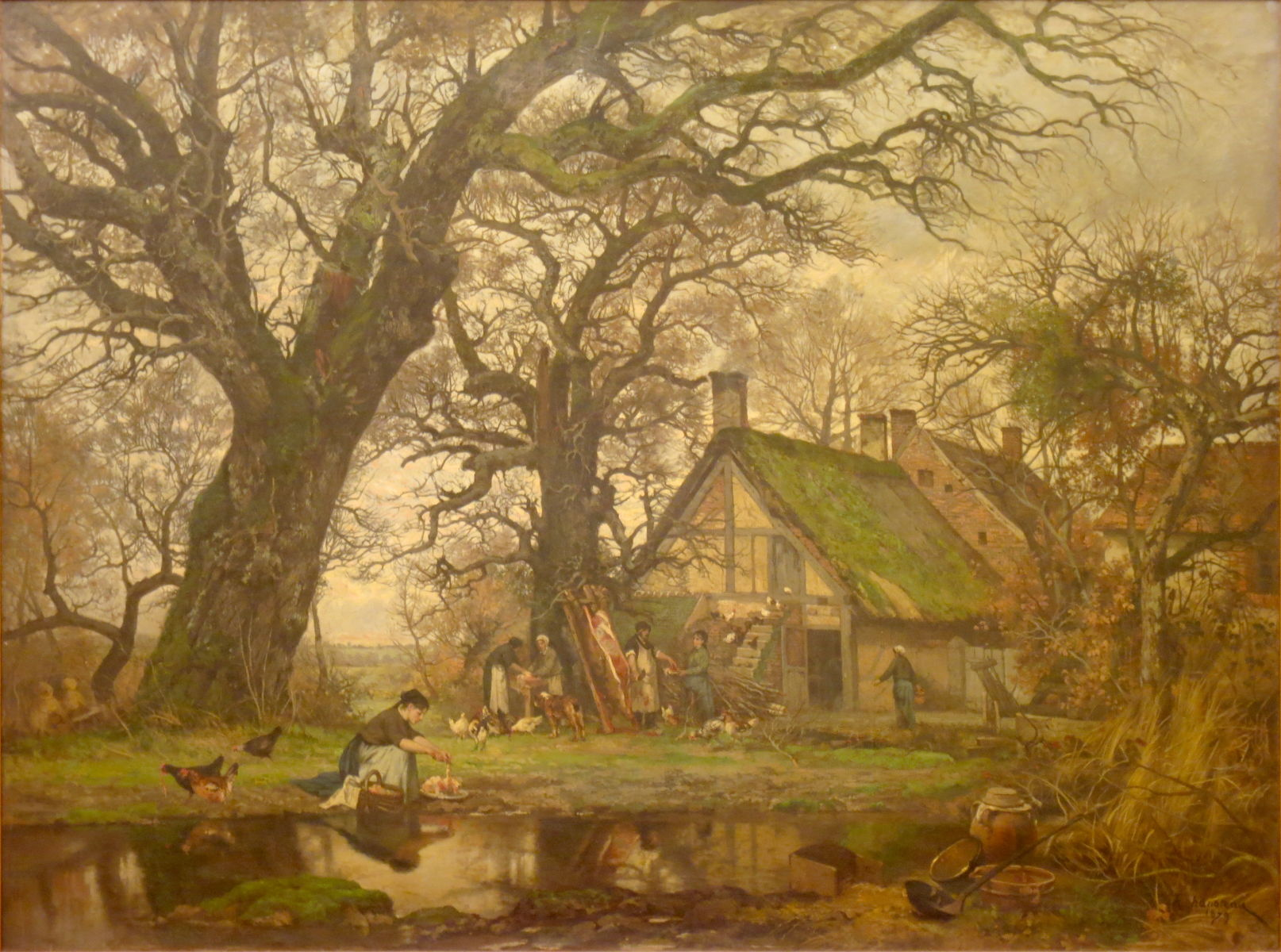
"La victime du réveillon" (1879)
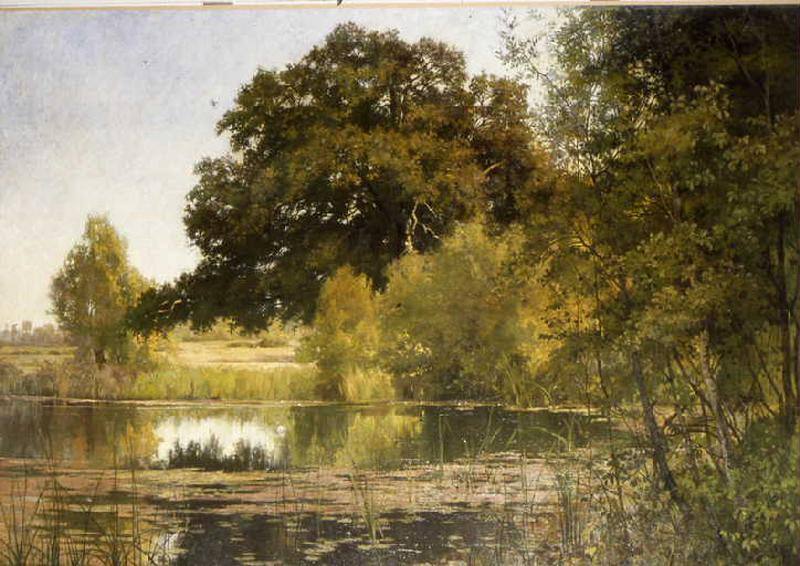
水辺 (1885)
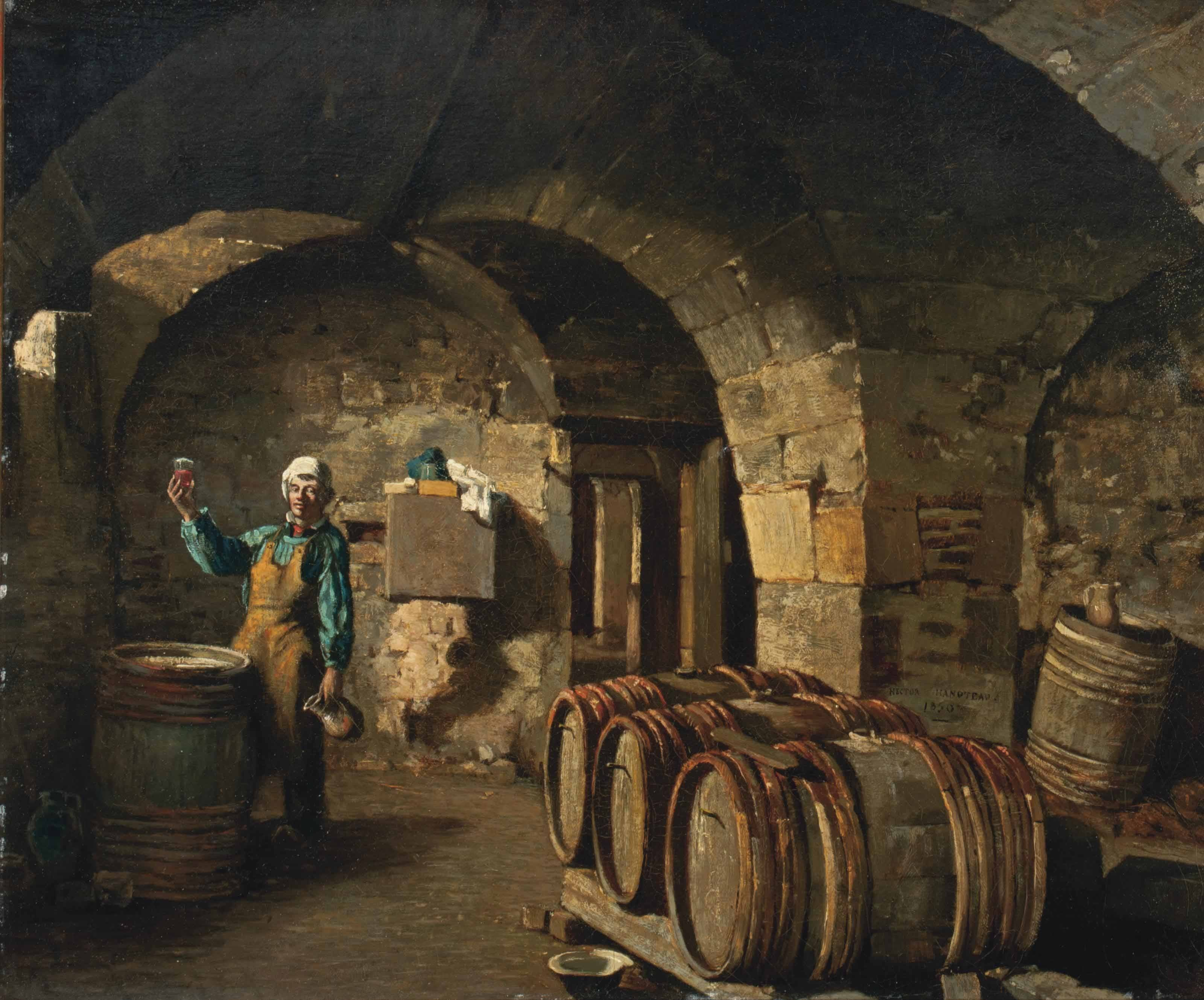
ワイン工場 (1850)
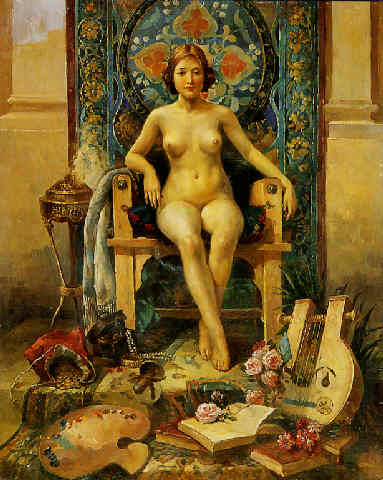
スタジオのモデル